# Brown Peaks
Brown Peaks är en bergstopp i Antarktis. Den ligger i Västantarktis. Nya Zeeland gör anspråk på området. Toppen på Brown Peaks är 822 meter över havet.
Terrängen runt Brown Peaks är varierad. Trakten är obefolkad. Det finns inga samhällen i närheten.